# روبيزي راميرز
روبيزي إلوي راميرز كارازانا (ولد في 20 ديسمبر في مدينة سينفويغوس) ملاكم كوبي محترف عرف بعد مشاركته في الألعاب الأولمبية الصيفية 2012، وأيضا من خلال مشاركته في دورة الألعاب الأمريكية 2011.

## روابط خارجية
- روبيزي راميرز على موقع بوكس ريك (الإنجليزية) (registration required)
- روبيزي راميرز على موقع اللجنة الأولمبية الدولية (الإنجليزية)
- روبيزي راميرز على موقع أوليمبيديا (الإنجليزية)